# Empire II: The Art of War
Empire II: The Art of War es un juego de guerra de estrategia por turnos desarrollado por el estudio americano White Wolf Productions y distribuido por New World Computing para la PC.

## Jugabilidad
Empire II: The Art of War se centra en un editor de juego y reglas, permitiendo la creación de escenarios de batalla para ser jugados en distintas épocas, desde el neolítico hasta la era espacial. Viene con un número fijo de escenarios, incluyendo la batalla de Arbela (331 AC), la batalla de Lepanto (1571), la batalla de Blenheim (1704), y las batallas de la guerra civil americana de Antietam y Shiloh (1862).

## Recepción
PC Gamer reseñó el juego, dándole un 63/100, y argumentando que es «el juego de guerra más poderoso y flexible jamás publicado», pero criticando qué tan complicado y mal documentado está, llamando al juego «una de las mayores decepciones en años». Next Generation le dio a la versión de PC dos estrellas de cinco, y lo comparó de forma desfavorable con el juego original, llamándolo «una decepción». Computer Game Review apodó al juego un «trabajo sólido en un proyecto de esta magnitud».